# كليفورد مارشال
كليفورد مارشال (بالإنجليزية: Clifford Marshall)‏ هو سياسي أمريكي، ولد في 14 ديسمبر 1937، وتوفي في 29 أغسطس 1996. حزبياً، نشط في الحزب الديمقراطي. وقد انتخب عضو مجلس نواب ماساتشوستس.